# T-55
Le T-55 est un char moyen soviétique, entré en production en 1958. Il est considéré comme une amélioration subséquente du T-54. Il s'agit du premier char au monde à être équipé d'un système de protection NBC, assurant sa survie en zone contaminée.

## Historique

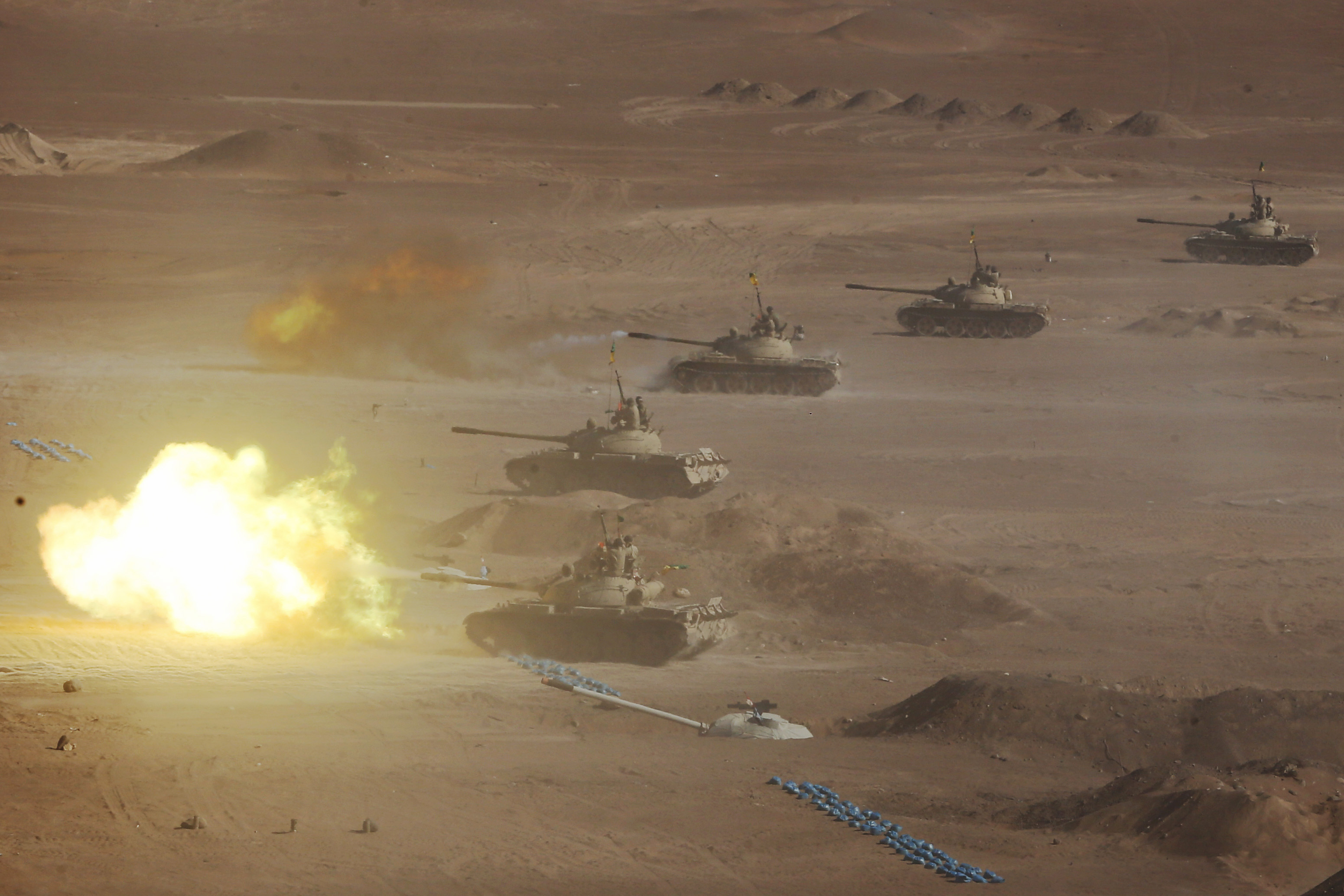
Des T-55 péruviens en exercice en 2015.

Au milieu des années 1950, l'Union soviétique a commencé des expériences pour examiner la capacité de survie des véhicules blindés après la détonation d'une arme nucléaire tactique. Ces tests ont révélé que l'équipage serait tué, même à l'intérieur du char par le souffle de l'explosion et la surpression. En conséquence, des études furent menées dans le but de trouver comment protéger l'équipage des radiations et des retombées radioactives.
En octobre 1955, le bureau d'études KB-60 Vagonka (établi à Kharkiv) développa pour le T-54B le système KAZ (KAZ étant l'abréviation de « Kompleks Aktivnoj Zaŝity », en russe : « комплекс активной защиты », soit « Complexe de Protection Active »).
Le système KAZ fut intégré avec les autres améliorations en cours de développement pour le T-54 (nouveaux réservoirs de carburant, moteur et boîte de vitesses améliorés) sur un prototype appelé Objet 155 qui, après une série de tests entre l'hiver 1957 et le printemps 1958, sera déclaré bon pour le service en mai 1958 sous l'appellation de T-55.
Construit à plus de 13 000 unités et  largement exporté dans le bloc de l'Est et le tiers monde durant la Guerre froide grâce à son faible coût et sa facilité d'utilisation, il est toujours en 2022 le char de combat principal de nombreux pays africains et asiatiques.

## Histoire opérationnelle
La large diffusion du T-55 l’a amené à être utilisé dans un grand nombre de conflits à travers le monde. En 2019, plus de cinquante ans après son premier usage au combat, le T-55 est toujours utilisé au cours de la guerre civile syrienne. Il est le char de bataille principal de la 47e brigade aéromobile ukrainienne en 2022. Il est utilisé par l'armée russe en Ukraine, à partir de 2023, en tant que pièce d'artillerie improvisée mais aussi en véhicule kamikaze et lors d'assauts mécanisés. 

### Moyen-Orient

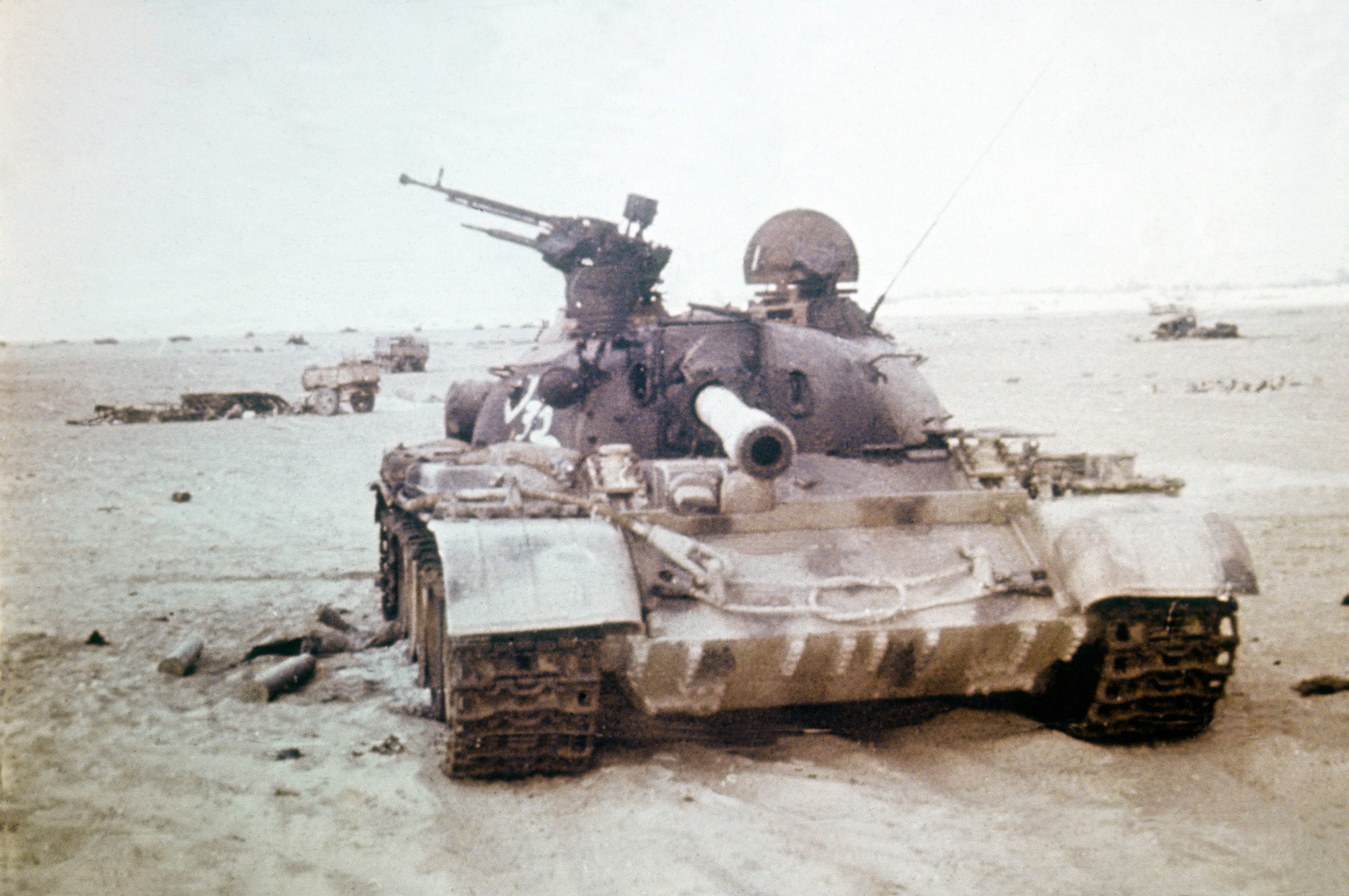
Un T-55 de l'Armée de terre égyptienne détruit durant la Guerre du Kippour en octobre 1973.

Le baptême du feu du véhicule a lieu pendant la guerre des Six Jours en 1967, pendant laquelle il est surtout utilisé par les Égyptiens. Ceux-ci subissent toutefois de lourdes pertes et 82 T-55 sont saisis par les Israéliens. Six ans plus tard, pendant la guerre du Kippour, le T-55 constitue le gros des forces blindées arabes. Ils subissent une nouvelle fois des pertes importantes, attribuées au manque d’entraînement et à l’inefficacité du commandement, les Israéliens reconnaissant les capacités du T-55, dont ils intègrent les exemplaires saisis dans leur arsenal.
Le T-55 est également un acteur important des différentes guerres ayant agité le golfe Persique. Pendant la guerre entre l’Iran et l’Irak, il constitue la majeure partie des forces irakiennes, et les Iraniens en achètent également au cours du conflit.

### URSS
L’URSS elle-même n’a fait qu’un usage limité du T-55. Son premier déploiement a lieu lors du Printemps de Prague en 1968, lorsque les chars sont envoyés écraser les velléités d’indépendance des Tchécoslovaques. L’armée de cette dernière n’oppose pas de résistance, mais un certain nombre de véhicules sont détruits par des tirs fratricides. L’un de ces incidents voit deux divisions soviétiques, les 6e et 7e divisions de la Garde, s’affronter pendant plusieurs heures, la seconde ayant pris la première pour des troupes tchécoslovaques.

### Invasion russe de l'Ukraine en 2022
Avec la livraison de vingt-huit exemplaires M-55S/M-55S-1 provenant de la Slovénie, le char est utilisé par l'Ukraine à partir de décembre 2022.
Plusieurs exemplaires ont été aperçus sur un convoi militaire ferroviaire en Russie en mars 2023.
Un char russe T-55 a été rempli de 3,5 tonnes de TNT ainsi que de 5 bombes FAB-500 puis a été lancé en direction des positions ukrainiennes, l'équipage russe a quitté le char et l'a laissé rouler sans personne aux commandes. Le char a été détruit par une mine et par un missile antichar à plus de 100 mètres des positions ukrainiennes.

## Données techniques
| Version              | Longueur (m)                | Largeur (m) | Hauteur (m) | Garde au sol (m) | Longueur de contact au sol (m) | Masse (kg)     | Pression au sol (kg/cm²) |
| -------------------- | --------------------------- | ----------- | ----------- | ---------------- | ------------------------------ | -------------- | ------------------------ |
| Modèle 1958          | 9 (hors-tout) 6,04 (caisse) | 3,27        | 2,35        | 0,42             | 3,84                           | 36000 (combat) | 0,93                     |
| T-55A (modèle 1961)  | 9 (hors-tout) 6,04 (caisse) | 3,27        | 2,35        | 0,42             | 3,84                           | 37500 (combat) | 0,82                     |
| Modèle 1969          | 9 (hors-tout) 6,04 (caisse) | 3,27        | 2,35        | 0,42             | 3,84                           | 36500 (combat) | 0,82                     |
| T-55M (modèle 1983)  | 9 (hors-tout) 6,04 (caisse) | 3,53        | 2,35        | 0,39             | 3,84                           | 40900 (combat) | 0,92                     |
| T-55AM (modèle 1983) | 9 (hors-tout) 6,04 (caisse) | 3,53        | 2,35        | 0,39             | 3,84                           | 41500 (combat) | 0,93                     |

| Version              | Motorisation  | Puissance     | Puissance massique | Carburant (l)                                | Vitesse maximale (km/h) | Autonomie (km)                                       | Franchissement (m)                                                      |
| -------------------- | ------------- | ------------- | ------------------ | -------------------------------------------- | ----------------------- | ---------------------------------------------------- | ----------------------------------------------------------------------- |
| Modèle 1958          | V-55 diesel   | 580 hp        | 16,1 hp/t          | 680 (interne) 280 (externe) 400 (auxiliaire) | 50                      | 500 (route) 700 (route, avec réservoirs auxiliaires) | 0,73 (hauteur) 2,7 (largeur) 1,4 (profondeur) 5 (profondeur, avec OPVT) |
| T-55A (modèle 1961)  | V-55 diesel   | 580 hp        | nd                 | 680 (interne) 280 (externe) 400 (auxiliaire) | 50                      | 500 (route) 700 (route, avec réservoirs auxiliaires) | 0,73 (hauteur) 2,7 (largeur) 1,4 (profondeur) 5 (profondeur, avec OPVT) |
| Modèle 1969          | V-55 diesel   | 580 hp        | nd                 | 680 (interne) 280 (externe) 400 (auxiliaire) | 50                      | 500 (route) 700 (route, avec réservoirs auxiliaires) | 0,73 (hauteur) 2,7 (largeur) 1,4 (profondeur) 5 (profondeur, avec OPVT) |
| T-55M (modèle 1983)  | V-55U V-46-5M | 640 hp 690 hp | nd                 | 680 (interne) 280 (externe) 400 (auxiliaire) | 54                      | 500 (route) 700 (route, avec réservoirs auxiliaires) | 0,73 (hauteur) 2,7 (largeur) 1,4 (profondeur) 5 (profondeur, avec OPVT) |
| T-55AM (modèle 1983) | V-55U V-46-5M | 640 hp 690 hp | nd                 | 680 (interne) 280 (externe) 400 (auxiliaire) | 54                      | 500 (route) 700 (route, avec réservoirs auxiliaires) | 0,73 (hauteur) 2,7 (largeur) 1,4 (profondeur) 5 (profondeur, avec OPVT) |

| Version              | Caisse avant               | Caisse côtés          | Caisse arrière             | Caisse dessus        | Plancher           | Tourelle face           | Tourelle côtés                       | Tourelle arrière                   | Tourelle dessus        |
| -------------------- | -------------------------- | --------------------- | -------------------------- | -------------------- | ------------------ | ----------------------- | ------------------------------------ | ---------------------------------- | ---------------------- |
| Modèle 1958          | 10 cm à 60° 20 cm (RHAe)   | 8 cm à 0° 8 cm (RHAe) | 4,5 cm à 17° 4,5 cm (RHAe) | 2-3 cm 2-3 cm (RHAe) | 2 cm 2 cm (RHAe)   | 20 cm à 0° 20 cm (RHAe) | 16-12,5 cm à 0-45° 16-17,9 cm (RHAe) | nd                                 | 3 cm à 81° 3 cm (RHAe) |
| T-55A (modèle 1961)  | 10 cm à 60° 20 cm (RHAe)   | 8 cm à 0° 8 cm (RHAe) | 4,5 cm à 17° 4,5 cm (RHAe) | 2-3 cm 2-3 cm (RHAe) | 2 cm 2 cm (RHAe)   | 20 cm à 0° 20 cm (RHAe) | 16-8,6 cm à 0-60° 16-17,2 cm (RHAe)  | nd                                 | nd                     |
| Modèle 1969          | 10 cm à 60° 20 cm (RHAe)   | 8 cm à 0° 8 cm (RHAe) | 4,5 cm à 17° 4,5 cm (RHAe) | 2-3 cm 2-3 cm (RHAe) | 2 cm 2 cm (RHAe)   | 20 cm à 0° 20 cm (RHAe) | 16-8,6 cm à 0-60° 16-17,2 cm (RHAe)  | 6,5-4,8 cm à 0-45° 6,5-6 cm (RHAe) | nd                     |
| T-55M (modèle 1983)  | 30 cm à 60° 57,5 cm (RHAe) | 8 cm à 0° 8 cm (RHAe) | 4,5 cm à 17° 4,5 cm (RHAe) | 2-3 cm 2-3 cm (RHAe) | 10 cm 10 cm (RHAe) | 49 cm à 0° 49 cm (RHAe) | 16-8,6 cm à 0-60° 16-17,2 cm (RHAe)  | 6,5-4,8 cm à 0-45° 6,5-6 cm (RHAe) | nd                     |
| T-55AM (modèle 1983) | 30 cm à 60° 57,5 cm (RHAe) | 8 cm à 0° 8 cm (RHAe) | 4,5 cm à 17° 4,5 cm (RHAe) | 2-3 cm 2-3 cm (RHAe) | 10 cm 10 cm (RHAe) |                         | 16-8,6 cm à 0-60° 16-17,2 cm (RHAe)  | 6,5-4,8 cm à 0-45° 6,5-6 cm (RHAe) | nd                     |

| Version               | Armement principal        | Mitrailleuses coaxiales | Mitrailleuses de proue | Défense anti-aérienne | Munitions                                |
| --------------------- | ------------------------- | ----------------------- | ---------------------- | --------------------- | ---------------------------------------- |
| Modèle 1958           | 1 canon D-10T2S de 100 mm | 1 SGMT de 7,62 mm       | 1 SGMT de 7,62 mm      | Aucune                | 43 (100 mm) 3500 (7,62 mm)               |
| T-55A (modèle 1961)   | 1 canon D-10T2S de 100 mm | 1 SGMT de 7,62 mm       | Aucune                 | Aucune                | 43 (100 mm) 2750 (7,62 mm)               |
| Modèle 1969           | 1 canon D-10T2S de 100 mm | 1 SGMT de 7,62 mm       | 1 SGMT de 7,62 mm      | 1 DShKM de 12,7 mm    | 43 (100 mm) 3500 (7,62 mm) 300 (12,7 mm) |
| T-55M (modèle 1983)   | 1 canon D-10T2S de 100 mm | 1 PKT de 7,62 mm        | Aucune                 | 1 DShKM de 12,7 mm    | 43 (100 mm) 3500 (7,62 mm) 300 (12,7 mm) |
| T-55AM (modèle 1983)  | 1 canon D-10T2S de 100 mm | 1 PKT de 7,62 mm        | Aucune                 | 1 DShKM de 12,7 mm    | 43 (100 mm) 3500 (7,62 mm) 300 (12,7 mm) |
| T-M-55S (modèle 1998) | 105 mm                    |                         |                        |                       |                                          |